# Ambasada Panamy w Warszawie

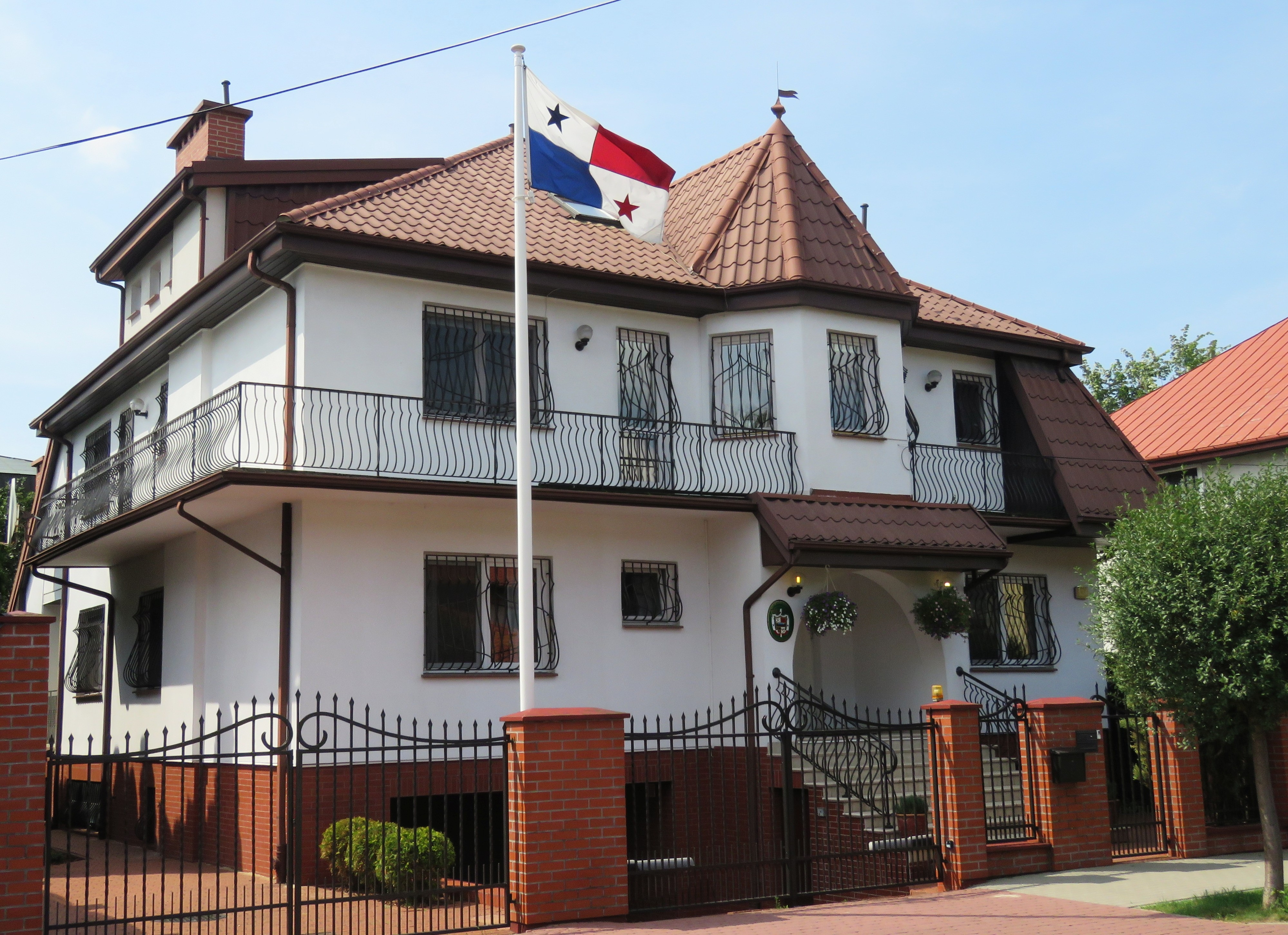
b. siedziba ambasady Panamy w Warszawie przy ul. Biedronki 13a (2009-2021)

Ambasada Republiki Panamy w Warszawie (hiszp. Embajada de Panamá en Polonia) – panamska placówka dyplomatyczna mieszcząca się w Warszawie przy ul. Biedronki 13a.
Ambasador Panamy w Warszawie akredytowany jest również w Republice Estońskiej, Gruzji oraz w Republice Łotewskiej.

## Siedziba

### W okresie międzywojennym
Panama utrzymywała konsulat w Gdańsku (1925–1940), z siedzibą przy Elisabethwall 5, obecnie Wały Jagiellońskie (1929–1932), Grosse Allee 47, Aleja Zwycięstwa (1933), Hindenburgallee 27, Aleja Zwycięstwa (1935–1940).
Polska i Panama nawiązały stosunki dyplomatyczne w 1933 na szczeblu poselstw. 

### Po II wojnie światowej
Stosunki zostały wznowione w 1946. W 1973 podniesiono je do szczebla ambasad. W Warszawie były akredytowane placówki dyplomatyczne Panamy z siedzibą w Belgradzie (1987–1990) i Bonn przy Lutzowstraße 1 (1992–2000). W 2000 ambasadę Panamy uruchomiono w Warszawie. Następnie ponownie w Polsce akredytowana była placówka dyplomatyczna z siedzibą za granicą – w Budapeszcie (2002–2007). Ambasadę w Warszawie Panama otworzyła w 2007 z siedzibą przy ul. Biedronki 13a (2009-2021), obecnie mieści się przy ul. Królewicza Jakuba 33 (2021-).